# 1968-as US Open (tenisz)
Az 1968-as US Open az év harmadik Grand Slam-tornája, a US Open 88. kiadása volt, amelyet augusztus 29.–szeptember 8. között rendeztek meg Forest Hills füves pályáján. A férfiaknál Arthur Ashe, a nőknél Virginia Wade győzött.

## Döntők

### Férfi egyes
Arthur Ashe -   Tom Okker, 14-12 5-7 6-3 3-6 6-3

### Női egyes
Virginia Wade -  Billie Jean King, 6-4 6-4

### Férfi páros
Robert Lutz /  Stan Smith -  Arthur Ashe /  Andrés Gimeno, 11-9 6-1 7-5

### Női páros
Maria Bueno /  Margaret Court -  Billie Jean King /  Rosemary Casals, 4-6 9-7 8-6

### Vegyes páros
Peter Curtis /  Mary Ann Eisel -  Gerry Perry /  Tory Fretz, 6-4 7-5